# Nić dentystyczna

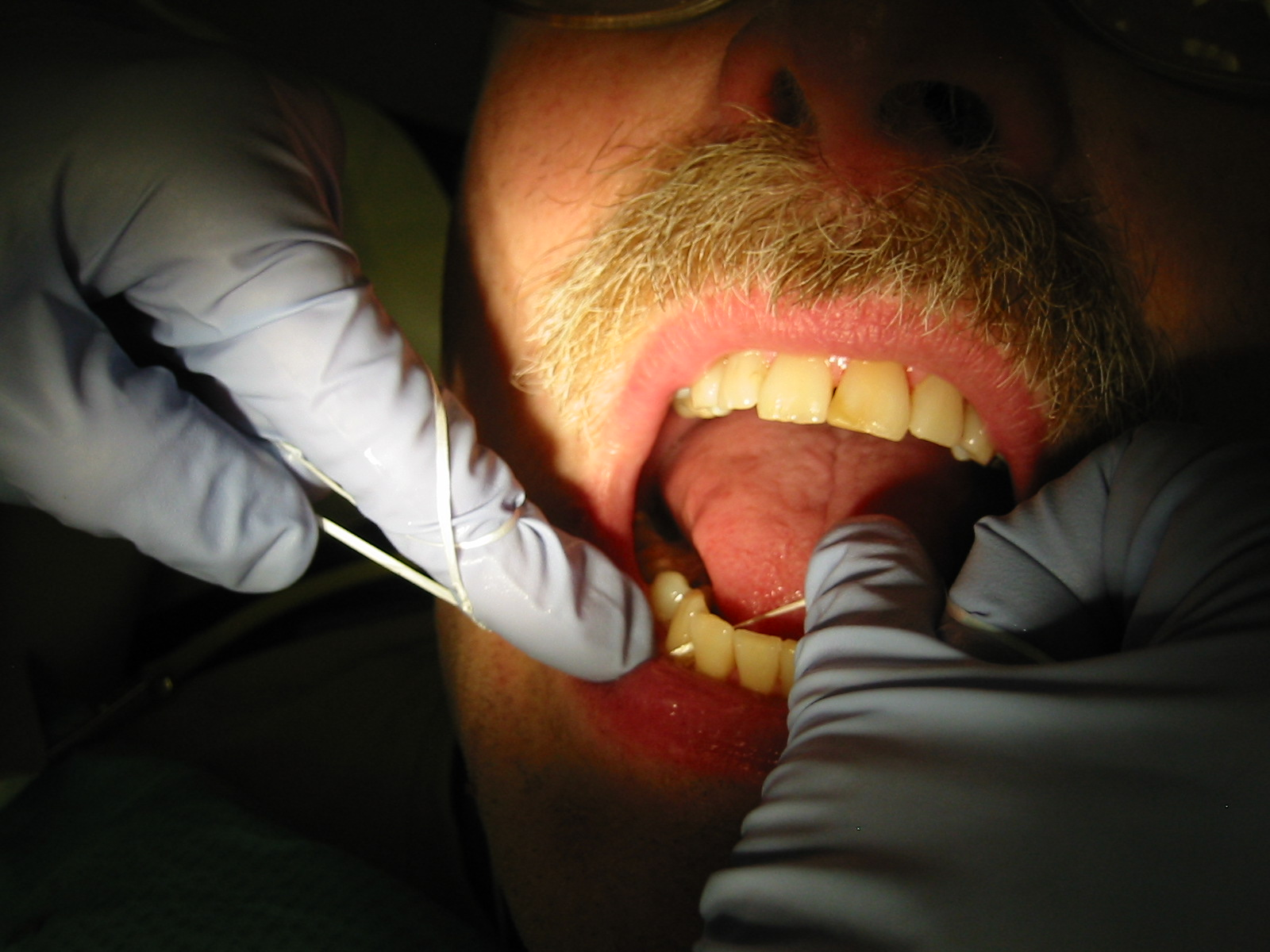
Nić dentystyczna użyta przez stomatologa do czyszczenia zębów pacjenta

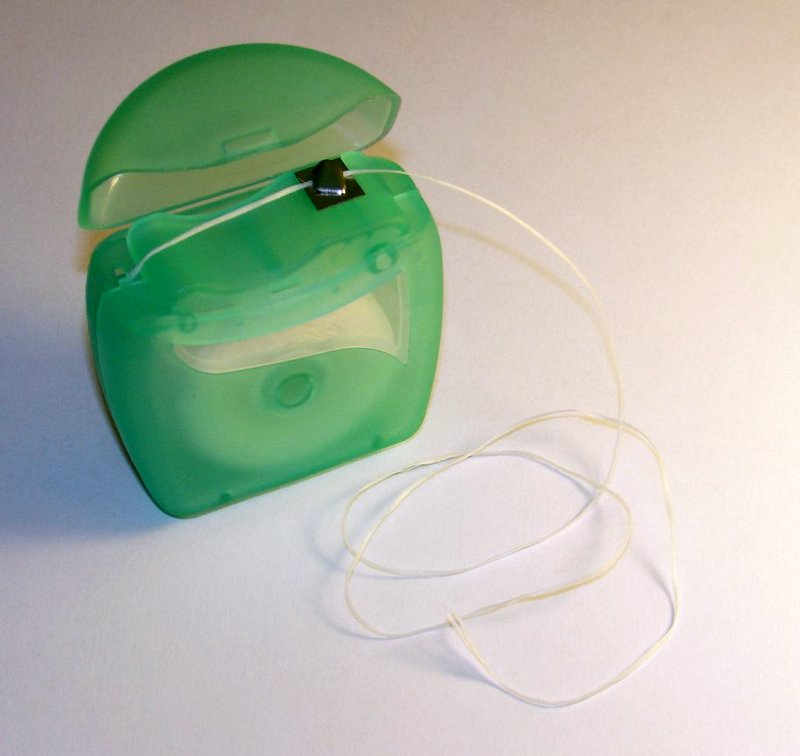
Nić dentystyczna

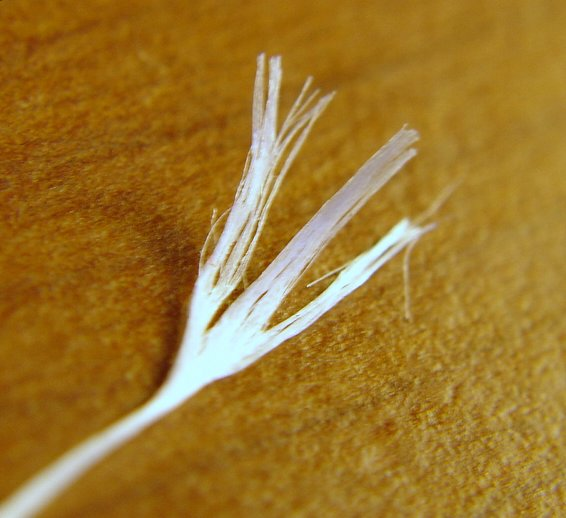
Rozszczepiona końcówka nici dentystycznej

Nić dentystyczna – rodzaj nici wykonanej ze splecionych włókien nylonowych (lub innych materiałów syntetycznych, jak np. teflon czy polietylen).
Nić dentystyczna jest używana w celu usuwania resztek pożywienia oraz płytki nazębnej z powierzchni zębów. Nić umieszcza się w przestrzeni między zębami, a następnie przesuwa po powierzchni zębów aż od ich nasady (tj. dziąseł). Ruch taki powtarza się 3–4 razy dla każdej czyszczonej powierzchni. Należy wykonywać tylko ruchy góra-dół, gdzie oba końce nici pociągane są równocześnie przez obie ręce. Nie wolno natomiast wykonywać ruchów prawo-lewo czy też przód-tył (podobnych do przeciągania smyczka po strunach skrzypiec), w których końce nici pociągane są na przemian przez prawą i lewą dłoń, ponieważ nieprawidłowe wykonywanie ruchów może spowodować uszkodzenie dziąsła.